# Биркир Мар Севарссон
Биркир Мар Севарссон, Биркир Маур Сайварссон (исл. Birkir Már Sævarsson; родился 11 ноября 1984 года в Рейкьявике, Исландия) — исландский футболист, защитник клуба «Валюр».

## Клубная карьера
Биркир начинал карьеру в футбольном клубе Рейкьявика «Валюр». 2 декабря 2014 года, подписал контракт с «Хаммарбю» до этого играл 6 лет в норвежском клубе «Бранн».

## Международная карьера
Во взрослой сборной Исландии дебютировал в матче отборочного цикла Евро-2008 против сборной Лихтенштейна. Исландия этот матч сыграла вничью 1:1.
Был включён в состав сборной Исландии на чемпионат Европы 2016 года во Франции.

## Достижения

### «Валюр»
- Чемпион Исландии: 2007.
- Обладатель Кубка Исландии: 2005.
- Обладатель Кубка исландской лиги: 2008.

### «Бранн»
- Финалист Кубка Норвегии по футболу: 2011.